# 卜云吉
卜云吉（？—？），號穀似，南直隸常州府武進縣人，明朝政治人物。

## 生平
崇禎十二年（1639年）己卯科應天鄉試第九十一名舉人，十六年（1643年）癸未科三甲第一百三十五名進士。户部觀政，十七年授浙江宣平縣知縣，本年丁憂。歷任浙江布政使司參議、戶部員外郎。

## 家族
曾祖卜鴻。祖父卜大和，誥贈知縣。父卜象，辛未進士，官员外郎。